# Stille hjerte
Stille hjerte (em inglês: Silent Heart; Brasil: Coração Mudo ) é um filme de drama dinamarquês de 2014 dirigido por Bille August e estrelado por  Ghita Nørby, Morten Grunwald, Paprika Steen, e Jens Albinus.
Um remake do filme foi lançado em 2019, estrelado por Kate Winslet e Susan Sarandon.

## Elenco
- Ghita Nørby como Esther
- Morten Grunwald como Poul
- Paprika Steen como Heidi
- Danica Curcic como Sanne
- Jens Albinus como Michael
- Pilou Asbæk como Dennis
- Vigga Bro como  Lisbeth
- Oskar Sælan Halskov como Jonathan

## Lançamento
O filme estreou em 20 de setembro de 2014 no Festival Internacional de Cinema de San Sebastián. Foi lançado nos cinemas na Dinamarca em 13 de novembro de 2014.

## Recepção
O crítico de cinema Morten Piil no Filmmagasinet Ekko deu ao filme 5 de 6 estrelas e escreveu: "No geral, Stille hjerte é o filme mais completo de Bille August desde Den goda viljan". Jonathan Holland, do The Hollywood Reporter, escreveu "Bille August aqui explora com facilidade e atenção a verdade emocional da dinâmica de uma família normalmente neurótica em uma situação extraordinária. Acessível sem ser fácil e interpretado com perfeição por um elenco soberbamente dirigido, Stille hjerte parece pronto para bater em festivais e na arte europeia".
Jay Weissberg, da Variety, por outro lado, escreveu que "Stille hjerte é um homem chorão sobre uma matriarca moribunda reunindo sua família no fim de semana em que ela planeja se matar. A única surpresa é quando o roteiro vai de meramente estereotipado a espetacularmente bobo com uma revelação tardia que pareceria idiota mesmo em um modelo rebuscado dos anos 1940".